# Прейс, Александр Германович
Алекса́ндр Ге́рманович Прейс (1905—1942, Свердловск) — литератор, соавтор либретто опер Д. Д. Шостаковича «Нос», «Леди Макбет Мценского уезда», других опер, а также оперетт.

## Биография
Об А. Г. Прейсе известно немногое. В 1930 году, будучи слушателем режиссёрского отделения Института сценических искусств, Прейс приступил к работе над либретто к опере Д. Д. Шостаковича «Нос» (совместной с Е. Замятиным и Г. Иониным). Прейс, «работавший грузчиком и упорно изучавший множество либретто‚ чтобы стать профессиональным либреттистом‚ усердно искал и находил сюжетные ходы‚ речевые обороты‚ цементировавшие дробный сюжет».
Завершал режиссёрское образование Прейс во время работы над либретто к опере Шостаковича «Леди Макбет Мценского уезда» (совместно с самим Шостаковичем).
В 1935 году написал либретто оперы «Мать» по роману М. Горького и предложил его Шостаковичу (опера по этому либретто была создана В. Желобинским и поставлена МАЛЕГОТом в 1939 г.)
«По свидетельству И. Гликмана в театре им. В. Ф. Комиссаржевской перед войной была поставлена существующая у Гоголя в отрывках пьеса „Владимир 3-й степени“‚ …дописанная А. Прейсом. Справочник 1982 г. „Писатели Ленинграда“ в скромном списке произведений Прейса упоминает помимо эстрадных и песенных текстов его инсценировку „Драгоценности“ по Мопассану, русские тексты к опереттам Р. Планкета „Корневильские колокола“ и И. Кальмана „Мистер Икс“. В октябре 1941 г. в Союзе композиторов Ленинграда состоялось прослушивание фрагментов новой оперы Г.Попова „Александр Невский“, авторами либретто которой являлись П. Павленко и А. Прейс». (Соавторами русского либретто «Мистера Икс» вместе с Прейсом значатся Н. Я. Янет (текст) и О. Фадеева (стихи)).
В войну Прейс пережил блокаду Ленинграда, во время которой был бойцом группы противовоздушной обороны Ленинградского ополчения, затем эвакуирован, скончался в Свердловске от дистрофии в апреле 1942 г.

## Другая литература
- В. Шахов. Леди Макбет Мценского уезда Лескова и Шостаковича // «Шостакович: между мгновением и вечностью». — СПб.: «Композитор СПб», 2000. — С. 243—294.
- Ленинградские писатели-фронтовики / Владимир Бахтин (автор-составитель). — Л.: Советский писатель, 1985. — 520 с.